# Симбирская классическая гимназия

Симбирская классическая гимназия — первая гимназия в Симбирске. В историческом здании проходит обучение учеников начальных классов Гимназии № 1 им. В. И. Ленина, а в здании-пристройке располагается музей «Симбирская классическая гимназия» (входящий в состав Музея-заповедника «Родина В. И. Ленина»).

## История
Открытие Симбирской гимназии для мальчиков состоялось 12 декабря 1809 года, на базе открывшегося в 1786 году Главного народного училища. Симбирское купечество и мещанство отнеслись с большими сочувствием к открытию гимназии и сделали вклады: купцы — 1000 руб., мещане — 500 руб. Гимназия осталась в помещении народного училища, построено в 1790 году по проекту архитектора И. Тоскани; директора и учителя остались прежние, только состав учителей был значительно пополнен. Существенные же изменения произошли в следующем:
1. вместо 4-х классов народного училища, в гимназии было открыто только три класса, поскольку учеников, способных слушать гимназический курс оказалось очень мало (в 1-й класс поступило всего 13 человек, а во 2-й — 12 человек);
2. по ходатайству первого директора гимназии, Захара Лаврентьевича Острожского (1803—1814)[5], при гимназии были открыты ещё три класса: два приготовительных и один прибавочный;
3. добавлены новые учебные предметы: древние и новые языки, а также история, мифология, эстетика, риторика, право естественное и народное, политическая экономия, технология и торговля.

С 1812 по 1816 годы учителем математики гимназии Дмитрием Матвеевичем Перевощиковым были начаты метеорологические наблюдения. Он, в качестве любителя, вызвался производить эти наблюдения и выписки из них доставлял в Казанский университет. С уходом Перевощикова из Симбирской гимназии, в 1816 году, прекратились метеорологические наблюдения и только в 1834 году они были введены в гимназиях Казанского учебного округа, как обязательные занятия преподавателей физики. Попечитель округа М. Н. Мусин-Пушкин поручил профессору Э. А. Кнорру установить постоянные метеорологические обсерватории при некоторых гимназиях и уездных училищах округа, в особенности же в городах по р. Волге, снабдить их необходимыми инструментами и дать наблюдателям должную инструкцию для производства наблюдений. Но пожар 1864 года положил конец метеорологическим наблюдениям при Симбирской гимназии, и только после десятилетнего перерыва, с 1 января 1876 года они снова были начаты.
С 1814 по 1816 год должность директора гимназии занимал Куклин.
С 1816 года должность директора гимназии занимал Гапанов Александр Иванович.
29-гo августа 1817 года гимназию посетил Великий Князь Михаил Павлович.
В 1818 году Симбирское евангелическо-лютеранское общество получило разрешение праздновать богослужения по праздничным и табельным дням в актовом зале гимназии. Общество отправляло богослужение до постройки в 1847 году Лютеранской кирхи Святой Марии.
28 июля 1819 г., в день торжественного собрания гимназии, новый губернатор Умянцов Андрей Петрович подписался внести в пользу гимназии и беднейших учеников 25 руб.
6 сентября 1824 года гимназию посетил император Александр I.
В 1830 году последовало открытие при гимназии благотворительного учреждения Симбирского дворянства, переименованное в 1843 году в гимназический пансион. Размещался он в отдельном доме, который был в 1829 году куплен у купца Мангушева. Позже был выстроен обширный, трёхэтажный дом, возле гимназии по проекту архитектора И. А. Бенземана; постройка дома продолжалась довольно долго, так что пансионеры были переведены в него только с 1846/47 учебного года.
С 1832 по 1834 год первым почётным попечителем (смотритель) Симбирской губернской гимназии был князь Баратаев Михаил Петрович.
С 1835 по 1838 год почётным попечителем гимназии был коллежский асессор Столыпин Александр Алексеевич.
В марте 1836 года гимназию инспектировал ректор Казанского университета Н. И. Лобачевский.
23.08.1836 г. Симбирскую губернскую гимназию и Благородный пансион при ней посетил император Николая I, в сопровождении А. Х. Бенкендорфа и Э. И. Стогова.
С 1837 по 1842 год инспектором гимназии был Грацинский Иван Флорович.
24 июня 1837 года гимназию и пансион посетил наследник российского престола великий князь Александр Николаевич, будущий император Александр II «Освободитель», в сопровождении поэта В. А. Жуковского.
До 1838 года симбирское дворянство, не имея своего дома, занимало помещение в здании гимназии.
В 1839-40 гг. здание гимназии было перестроено по частично изменённому проекту М. П. Коринфского.
В 1839—1840 и 1844—1846 годах почётным попечителем гимназии был титулярный советник Ознобишин Дмитрий Петрович.
С 1841 по 1843 год почётным попечителем гимназии был коллежский секретарь Анненков Александр Николаевич.
В 1842 году граф Орлов-Давыдов Владимир Петрович учредил именную стипендию для учащихся гимназии, которая выплачивалась лучшим ученикам до 1918 года.
В 1845 году перед зданием гимназии установили памятник Карамзину.

Симбирская гимназия того времени представляла собой нечто такое, во что сейчас трудно даже поверить. Директор гимназии Пихторов, учитель математики Птенцов, учитель Святовидов — все это были люди в буквальном смысле сумасшедшие. Один раз Пихторов явился в гимназию с метлой и щёткой и разогнал всех учащих и учащихся, — этим он и закончил свою педагогическую деятельность.
— Добротворский П. И. Моя исповедь. — М.: Тов-во И. Н. Кушнеров и Ко, 1904.
В 1847—1850 годах почётным попечителем гимназии был титулярный советник, князь Хованский Юрий Сергеевич.
В 1850—1864 гг. почётным попечителем гимназии был гвардии штабс-капитан Ермолов Александр Иванович.
В 1851—1857 гг. директором гимназии был Верниковский Иван Антонович.
В 1857—1860 гг. директором гимназии был Гринненберг Эдуард Иванович.
С февраля 1860 года обязанности директора училищ Симбирской губернии и директора гимназии стал исполнять Иван Васильевич Вишневский; 4 января 1861 года он был утверждён в должности, которую занимал до весны 1879 года, когда был отправлен в отставку по инициативе губернатора Н. П. Долгово-Сабурова.
В 1860 году при Симбирской мужской гимназии открылись землемеро-таксаторские классы.
19 августа 1864 года здания гимназии и пансиона сгорели. Гимназия была временно помещена в доме купца Юргенса, на Лисиной улице (ныне у. Карла Либкнехта), где пробыла два года и в октябре 1866 года возвратилась во вновь отстроенное прежнее помещение, уже преобразованною в классическую гимназию, согласно уставу от 19 ноября 1864 года. Гимназический пансион после пожара вновь был открыт лишь 22 декабря 1866 года, когда, согласно новому уставу, разрешено было принимать в пансион детей всех сословий. Возобновлённая после пожара, на новых началах, Симбирская гимназия успешно продолжала развивать свою деятельность.
В 1865—1873 гг. почётным попечителем гимназии был действительный статский советник Мещеринов Пётр Петрович (родной брат В. П. Мещеринова).
В 1867 году при гимназии иждивением и усердием симбирских дворян, инженер-штабс-капитана Александра Николаевича и его супруги Марии Петровны Денисовых была устроена Сергиевская домовая церковь. В гимназическую церковь Великим Князем Сергеем Александровичем был пожертвован запрестольный образ. В 1868 году состоялось открытие братства преподобного Сергия Радонежского. В январе 1871 года городская общественность избрала почётного потомственного гражданина Пётра Андреевича Пастухова старостой церкви во имя Сергия Радонежского при мужской гимназии. На этом поприще он трудился до конца жизни, перечислив церкви за всё время более двух тысяч рублей.
18 мая 1868 года гимназию, гимназическую церковь и пансион посетил Bеликий Князь Владимир Александрович в сопровождении генерала-адъютанта графа Б. А. Перовского и бывшего Оренбургского генерала-губернатора генерала-адъютанта Н. А. Крыжановского, а 21 мая гимназию посетил Bеликий Князь Алексей Александрович.
Кроме высоких особ, с инспекторскими проверками: 1-гo сентября 1857 года, в 1858 году, 19-го июня 1861 года, 1-го июня 1869 года и 2-го июня 1874 года, гимназию посещал принц Пётр Георгиевич Ольденбургский.
25 мая 1868 года было утверждено «Положение о стипендии Н. М. Карамзина при Симбирской гимназии».
20-го июля 1869 года наследник цесаревич Александр Александрович вместе с государыней цесаревной Мариею Фёдоровною и великим князем Алексеем Александровичем посетили гимназию.
В 1871 году, вследствие переполнения гимназии учащимися (при норме в 200 учеников она вмещала их до 400), на первом этаже Городской управы Симбирска — здание бывшей гимназии, гимназия снимала часть помещений для размещения младших классов (приготовительные и первые классы).
9 августа 1873 года, «Желая выразить глубокое своё уважение… и сохранить память о трёхлетнем управлении его губерниею», при Симбирских мужской классической и Мариинской женской гимназиях были учреждены именные стипендии Д. П. Еремеева.
В 1874—1876 гг. почётным попечителем гимназии был магистр Московского университета Дмитриев Фёдор Михайлович.
С 1877 по 1879 года почётным попечителем гимназии был Поливанов Владимир Николаевич.
С 1879 года директором гимназии стал отец А. Ф. Керенского — Фёдор Михайлович Керенский. По воспоминаниям гимназистов он был директором активным, во всё вникавшим, за всем лично наблюдавшим… Образованный и умный, он являлся вместе с тем исключительным по своим способностям педагогом. Прекрасно владел русской речью, любил родную литературу. Свои уроки по словесности он превращал в исключительно интересные часы, во время которых учащиеся заслушивались своим лектором…
В 1880—1882 и 1889—1891 годах почётным попечителем гимназии был подпоручик / статский советник Пазухин Николай Дмитриевич.
В 1881 году, в правом крыле здания гимназии, где располагалась квартира Керенских, родился А. Ф. Керенский. (14 апреля 2017 года на здании Симбирской классической гимназии в торжественной обстановке была открыта памятная доска).
В 1883—1885 годах почётным попечителем гимназии был полковник Пашков Алексей Алексеевич.
В 1886—1888 годах почётным попечителем гимназии был надворный советник Карпов Николай Петрович.
29 июля 1887 года при Симбирской мужской гимназии была утверждена стипендия имени бывшего губернатора Н. П. Долгово-Сабурова.
В 1883 году к основному зданию была сделана пристройка из красного кирпича (архитектор М. Алякринский), в котором в настоящее время располагается музей «Симбирская классическая гимназия». К январю 1898 года в гимназии было 455 учеников, из которых: 60 пансионеров и 395 приходящих.
С 18 мая 1889 года директором был Николай Фёдорович Свешников, с 1 июля 1894 года — Евгений Степанович Котовщиков. С 8 августа 1903 года руководить гимназией стал коллежский советник Борис Николаевич Некрасов.
В 1892—1902 годах почётным попечителем гимназии был коллежский советник Андреевский Сергей Сергеевич.
В 1903—1906 годах почётным попечителем гимназии был гофмейстер Высочайшего двора Ермолов Дмитрий Фёдорович.
С 1906 года почётным попечителем гимназии был действительный статский советник Мотовилов Александр Андреевич.
После организации в Симбирске в 1911 году второй мужской гимназии, Симбирская губернская мужская гимназия получила литер «первая». С 1 июля 1911 года директором 1-й Симбирской гимназии стал Василий Петрович Андронников (2-й Симбирской мужской гимназией с 13 августа 1911 года руководил Иван Александрович Иванов).
В 1910—1917 годах почётным попечителем гимназии был князь Александр Николаевич Ухтомский.
В феврале 1917 года, согласно завещанию Цветкова Ивана Евменьевича, в Симбирских 1-й и 2-й гимназиях учреждалась стипендия его имени на проценты с капитала 190 тысяч рублей из расчёта 5 %. Стипендия делилась пропорционально по числу учеников обеих мужских гимназий.
После Октябрьской революции 1917 года в России была проведена реформа школьного образования, были упразднены все гимназии. В 1918 году Первая Симбирская мужская гимназия сделала свой последний 102 выпуск. Преемником гимназии стала Первая пролетарская трудовая школа имени К. Маркса, ныне Гимназия № 1 имени В. И. Ленина. А в здании с 1919 по 1943 гг. разместилась 2-я Симбирская советская школа 1-й и 2-й ступени имени В. И. Ленина (ныне Гимназия № 2).
22 апреля 1990 года, в здании-пристройки 1883 года постройки, был создан музей «Симбирская классическая гимназия», а само здание вошло в структуру Государственного историко-мемориального музея-заповедника «Родина В. И. Ленина».

## Преподаватели
- Перевощиков, Дмитрий Матвеевич (1809—1816) — математика, физика;
- Карниолин-Пинский, Матвей Михайлович (с 1816) — естественная история, технология и торговля;
- Верниковский, Иван Антонович (с 1838) — латинский язык[46];
- Гончаров, Николай Александрович (брат писателя И. А. Гончарова) — с 1839-го по 1863 год преподавал русский и церковно-славянский языки[47];
- Гине, Н. В. — математика;[48]
- Потанин, Гавриил Никитич[49]
- Чугунов, Михаил Иванович (1851—1855) — история и латинский язык (в младших классах);
- Юстинов, Пётр Иванович (1828—1898) — учитель Закона Божьего[50];
- Яснитский Николай Сергеевич (1854—1896) — история;
- Штейнгауэр Яков Михайлович — преподаватель немецкого языка[51];
- Теселкин Сергей Николаевич — преподаватель истории и географии[51];
- Кабанов Андрей Сергеевич — с 1881-го по 1887 год являлся учителем приготовительного класса Симбирской мужской классической гимназии[52];
- Ауновский, Владимир Александрович (с 1866) — математика[53];
- Пор, Адольф Иванович (1881—1889) — преподавал французский язык;
- Раменский, Алексей Пахомович (1879—1882) — преподавал греческий и русский языки;
- Ракович, Андрей Николаевич (1839—1841) — учитель рисования, черчения и чистописания;
- Холмогоров, Иван Николаевич;
- Николаев-Хури, Тимофей Николаевич — работал надзирателем.
- Иоаким (Благовидов) — законоучитель (1887—1917).
- Архангельский, Дмитрий Иванович — преподаватель рисования (1908—1916).
- Архангельский, Александр Семёнович — преподаватель русской словесности (1876—1878).
- Мерцалов, Пётр Васильевич — старший учитель математики (1848—1853).
- Протоиерей Иоанн Павлович Ахматов — с августа 1902 года, священник храма Преподобного Сергия Радонежского, что при Симбирской мужской гимназии, с 1909 года исполнял обязанности учителя чистописания до конца 1909—1911 годов, исполнял обязанности письмоводителя[54].

## Выпускники
- Выпускники Симбирской гимназии

1823
- Дмитрий Минаев

1852
- Николай Нелидов

1860
- Модест Богданов

1864
- Владимир Преображенский

1866
- Иван Цветков

1869
- Мотовилов, Александр Андреевич (золотая медаль)

1870
- Иван Яковлев (золотая медаль)

1878
- Алексей Остроумов

1882
- Александр Толстой

1883
- Александр Ульянов (золотая медаль)

1884
- Михаил Рузский

1885
- Александр Сахаров

1887
- Владимир Ульянов (золотая медаль)
- Александр Наумов (серебряная медаль)

1888
- Пётр Толстой

1890
- Михаил Малиновский

1892
- Владимир Филатов

1893
- Михаил Гернет
- Владимир Ишерский
- Константин Орлов

1896
- Алексей Яковлев

1903
- Борис Шидловский[55]

1913
- Георгий Маслов (серебряная медаль)

В гимназии также учились:
Гавриил Потанин; Пётр Добротворский; Дмитрий Минаев; Василий Розанов (1870—1872); Аполлон Коринфский (1879—1886); Алексей Аладьин; Сергей Бутурлин; Матвей Загряцков; Василий Андреев-Бурлак; Дмитрий Садовников; Николай Рынин; Виктор (Велимир) Хлебников (до 1898); Рафаэль Зон; Пётр Чардынин (до 1890); Вольф Эрлих (1918); в гимназии начинали учиться: Дмитрий Ульянов (1883—1887), Андрей Поленов (1884—1887); Василий Калашников (1880, экстерном); Пётр Одинцов (1918, экстерном); Иван Пушкарёв (1823); Павел Жуков (1887); Михаил Иванов; в гимназии учился Александр Глинка; Николай Брюханов (1898, экстерном); Павел Гречкин (1900); в гимназии учился Александр Жданов, Сахаров Владимир Владимирович (окончил 7 классов); Николай Ухтомский (1912); Николай Колосов (1916); Борис Огнев (1918), Алексей Бызов (Окончил 7-й класс гимназии и выпускной класс школы); Ягода Генрих Григорьевич — советский государственный и политический деятель, один из главных руководителей советских органов госбезопасности (ВЧК, ГПУ, ОГПУ, НКВД), нарком внутренних дел СССР (1934—1936), обучался в гимназии (1900—1902); Воскресенский Павел Иванович — военный деятель, начинал обучение в гимназии; Иванов Константин Васильевич — чувашский поэт, классик чувашской литературы, в 1909 году при Симбирской гимназии экстерном сдаёт экзамен на звание народного учителя рисования; Игорь Курчатов — русский и советский физик, «отец» советской атомной бомбы. Трижды Герой Социалистического Труда (1949, 1951, 1954). Академик АН СССР (1943) и АН Узбекской ССР (1959). Обучался в приготовительном классе в 1911/1912 учебном году; Никонов Владимир Андреевич — советский лингвист, организатор науки, литературовед, поэт. В 1913—1918 гг. учился в 1-й Симбирской мужской классической гимназии, окончил один подготовительный и четыре гимназических класса; Симбирцев Василий Николаевич — советский архитектор, Народный архитектор СССР (1975), лауреат Сталинской премии второй степени (1951), главный архитектор Сталинграда (1944—1959), учился с 1912 по 1918 год, затем во 2-й школе; Фармаковский Борис Владимирович — российский историк искусства и археолог, школьный товарищ Ленина, учился с 1879 по 1881 год; Богдановский Нил Иванович, учился в гимназии.

## Гимназия в филателии
- Почта СССР, 1970 г. Малый лист. На одном из купонов — Гимназия, в которой учился В. Ульянов (Симбирск, 1879—1887).В 1966 году Министерство связи СССР выпустило художественный маркированный конверт — из серии «По ленинским местам». «Ульяновск. Бывшая мужская гимназия, в которой с 1879 по 1887 гг. учился Володя Ульянов»[68].
- В 1969 году Министерство связи СССР выпустило художественный маркированный конверт — «Ульяновск. Бывшая мужская гимназия, в которой с 1879 по 1887 гг. учился Володя Ульянов» — Спецгашение «100 лет со дня рождения Ленина. Ульяновск»[69].
- В 1976 году Министерство связи СССР выпустило художественный маркированный конверт — «Ульяновск. Музыкальное училище. (Бывшая мужская гимназия, в которой учился В. И. Ульянов (Ленин) в 1879—1880 гг.»[70].
- В 2004 году Министерство связи России выпустило художественный маркированный конверт — «Ульяновск. Школа-гимназия № 1»[71].
- В 2009 году Министерство связи России выпустило художественный маркированный конверт — «Ульяновск. Гимназия № 1. 200 лет»[72].
- Марка СССР, 1970 г.: Портрет Ленина по фото И. А. Шарыгина (1891) и 16 купонов «Детские и юношеские годы». Серия: К 100-летию со дня рождения Владимира Ильича Ленина (1870—1924). На одном из купонов — Гимназия, в которой учился В. Ульянов (Симбирск, 1879—1887).

- ХМК СССР, 1969 г. Ульяновск. «В этом здании учился Володя Ульянов в 1 классе гимназии».
- ХМК СССР, 1970 г. Ульяновск, гимназия. СГ- «100 лет со дня рождения Ленина. Ульяновск».
- ХМК РФ, 2009. Ульяновск. 200 лет гимназии № 1, СГ.

## Галерея
- Симбирская классическая гимназия.
- Бывшее здание гимназии (подготовительные классы), ныне Ульяновское музыкальное училище.
- Бывшее здание гимназии, ныне музей "Симбирская классическая гимназия".
- Мемориальная доска на бывшем здании мужской гимназии, в которой учился В. И. Ульянов (Ленин) в 1879—1880 гг. Ныне -  музыкальное училище.
- В Симбирской гимназии.
- Мемориальная табличка на здании пансиона гимназии.
- Мемориальная табличка на здании пансиона гимназии.
- Здание пансиона Симбирской гимназии.
- Мемориальная доска на здании гимназии (подготовительные классы).
- Табличка на музее "Симбирская классическая гимназия".
- Здание-пристройка Симбирской гимназии (1883).
- Здание пансиона Симбирской гимназии.
- Здание Симбирской мужской классической гимназии.
- Пансион Симбирской гимназии (фото 1910-х гг.).
- Бывшее здание Городской управы Симбирска, где на первом этаже часть здания снимала Симбирская гимназия - Здание бывшей гимназии, для размещения младших классов (подготовительные классы).
- Мемориальная доска Владимиру Ульянову.
- Мемориальная доска Керенскому и Ленину.
- Памятная табличка на Гимназии № 1.